# Tana paradoxa
Tana paradoxa är en tvåvingeart som först beskrevs av Günther Enderlein 1913.  Tana paradoxa ingår i släktet Tana och familjen vapenflugor. Inga underarter finns listade i Catalogue of Life.